# Advanced telecom computer architecture
 (février 2023).
Dans le domaine de l'informatique industrielle et des télécommunications, Advanced Telecommunications Computing Architecture, également connu sous le nom de AdvancedTCA ou ATCA, est un ensemble de spécifications techniques publiées [Quand ?]  par le comité PICMG (PCI Industrial Computer Manufacturers Group) définissant les caractéristiques mécaniques, électriques, informatiques d'une architecture de sous-systèmes électroniques (cartes, châssis...)
Ce standard est soutenu par plus d'une centaine de sociétés (voir la liste sur le site officiel). En 2008, les fabricants leaders sur ce marché sont Emerson et RadiSys Corp.

## Usages
Les spécifications ATCA ont été conçues [Quand ?] pour répondre aux exigences des opérateurs de télécommunications : connectique haut débit, processeurs rapides, fiabilité améliorée, interférences électromagnétiques limitées, etc. La norme cible donc principalement le marché des grands équipementiers en télécommunications (Alcatel-Lucent, Huawei, Ericsson...). Les serveurs ATCA apparaissent de manière intégrée dans les châssis des équipements de réseaux récents, en particulier dans les équipements pour les réseaux d'opérateur de nouvelle génération (NGN) reposant sur l’architecture standardisée 3GPP IP Multimedia Subsystem (IMS), les équipements de réseaux mobiles nouvelle génération 4G, les solutions de video numérique IPTV, etc.